# Castelo de Aberdour

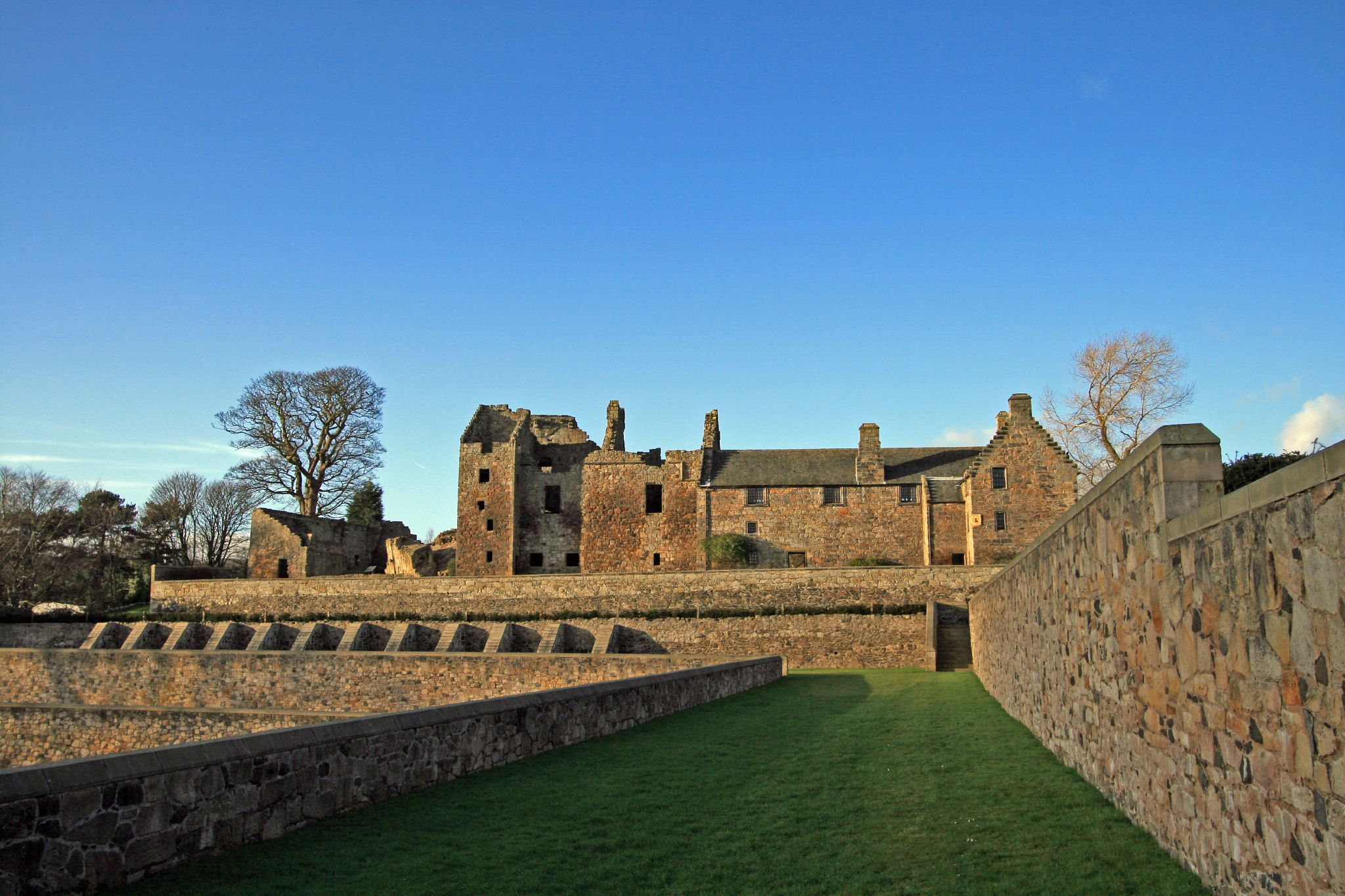
Castelo de Aberdour, Escócia: vista pelo lado sul; à esquerda, a parte mais antiga.

O Castelo de Aberdour localiza-se na vila de Aberdour, na costa sul de Fife, na Escócia.
Trata-se de uma mansão fortificada que remonta ao século XIII. Foi ampliada nos séculos XV, XVI e XVII. Possui um belo jardim murado e um terraço.